# Mortegliano
Mortegliano ist eine nordostitalienische Gemeinde (comune) mit 4799 Einwohnern (Stand 31. Dezember 2023) in der Region Friaul-Julisch Venetien. Die Gemeinde liegt etwa 14 Kilometer südwestlich von Udine.

## Gemeindepartnerschaften
Mortegliano unterhält eine inneritalienische Partnerschaft mit der Gemeinde Arborea in der Provinz Oristano (Sardinien).

## Persönlichkeiten
- Virginio Pizzali (1934–2021), Bahnradsportler
- Ezio Pascutti (1937–2017), Fußballspieler (Mittelfeld) und -trainer

## Verkehr
Die frühere Strada Statale 252 di Palmanova von Codroipo nach Gradisca d’Isonzo und die frühere Strada Statale 353 della Bassa Friulana von Udine nach Muzzana del Turgnano führen durch das Gemeindegebiet. Bei Mortegliano gibt es kleine Flugplätze (Aviosuperficie/Campo di Volo) für die Allgemeine Luftfahrt.

## Trivia

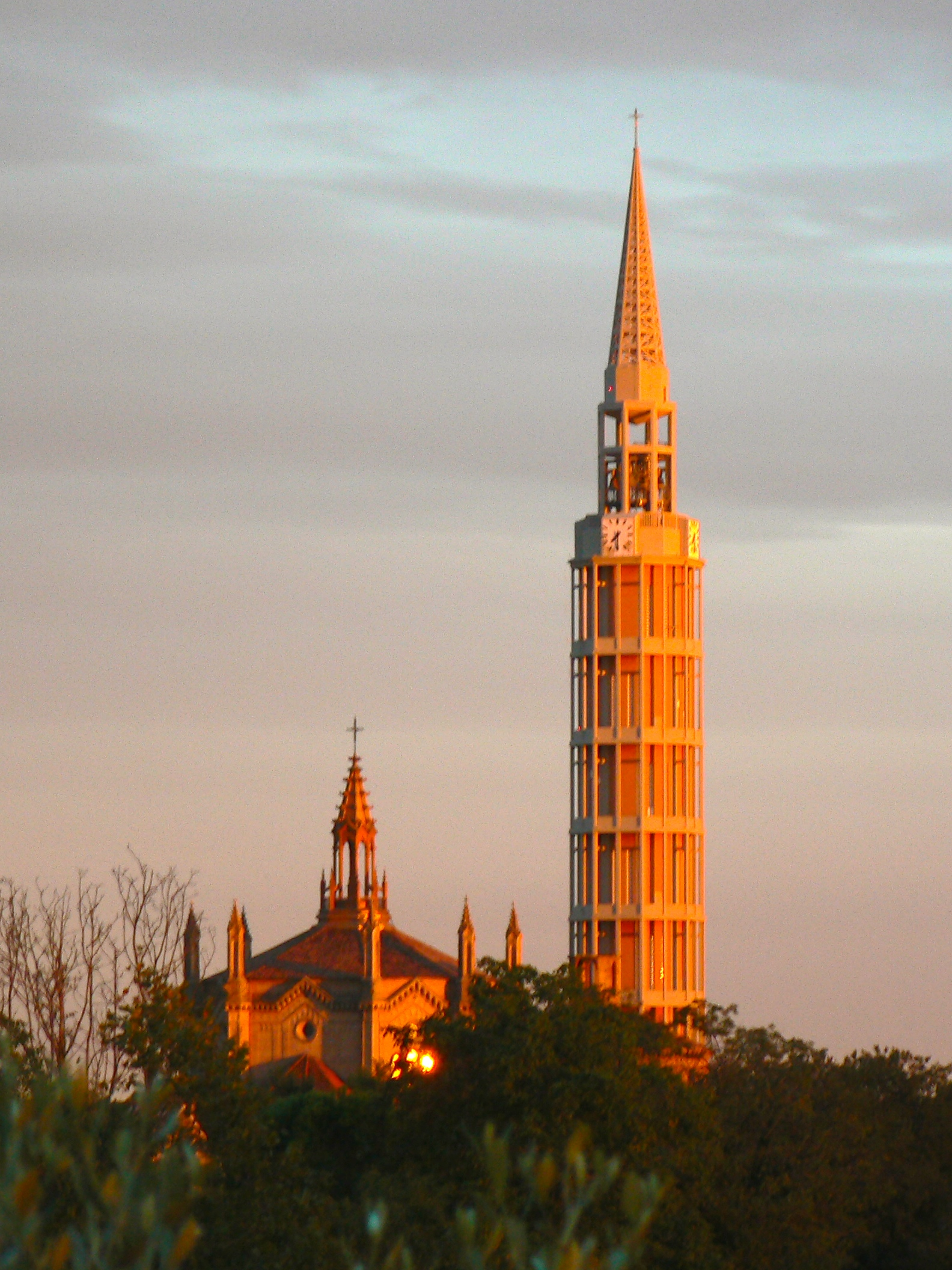
Der Campanile von Mortegliano

Der 1955–1959 von Pietro Zanini errichtete Kirchturm der Kirche Santi Pietro e Paolo ist mit 113,2 m der höchste Kirchturm Italiens.